# Родаково
Рода́ково (укр. Родакове) — село Алчевского района Луганской области Украины. Де факто — с 2014 года населённый пункт контролируется непризнанной Луганской Народной Республикой.

## Географическое положение
Расположен на правобережье реки Лугани, на некотором от неё отдалении в южном направлении. Соседние населённые пункты: сёла Красный Луч, Суходол и Новодачное на севере, Замостье, Говоруха, Новосёловка на северо-востоке, сёла Сабовка на востоке, Гаевое и Весёлая Тарасовка на юго-востоке, посёлки Белое и Юрьевка на юге, Лотиково на юго-западе, Лозовский на западе, город Зимогорье на северо-западе.

## Природные и климатические ресурсы
В геологическом отношении в районе поселка Родаково встречаются кристаллические и осадочные (сланцы, песчаники, золото, доломит, белый и жёлтый известняки, мергели, глины) породы, залежи каменного угля. Почвы представляют собой чернозёмы, глинистые и истощённые чернозёмы.
Климат — умеренно континентальный: сухое и жаркое лето, холодная малоснежная зима.

## История
Название посёлка Родаково образовано от фамилии основателя поселения — видного деятеля земства Виктора Николаевича Радакова (1864—1929) — потомка славяносербского гусара Ивана Радакова.
История возникновения посёлка тесно связана со строительством Северо-Донецкой железной дороги, строительство первой очереди которой началось в июле 1909 г. В 1910—1911 годах на месте будущего поселка Родаково была открыта станция Северо-Донецкой железной дороги (Лихая — Родаково — Харьков). Сперва на участке Славяносербск—Меловая Луганской ветви был построен разъезд Мамай — будущая станция Родаково (по другим источникам — разъезд «58 верста»), состоящий из трех основных путей и одного тупикового. Позже в 1912 году было открыто паровозное депо (в настоящее время стало локомотивным депо). Первым начальником депо был инженер Ритов. В 1912 г. из Харькова уже ходили скорый поезд Харьков(Основа)—Родаково с вагоном до Славянска, а также пассажирский и почтовый поезд Льгов—Родаково. В 1912—1916 г.г. силами общества Северо-Донецкой железной дороги строился участок Родаково—Лихая и связанные с ним подъездные пути.
Статус посёлка присвоен в 1938 году.
Одна из главных достопримечательностей посёлка — вокзал. В здании вокзала, в 20-х числах апреля 1918 года, располагался штаб отступающей 5-й Украинской армии под командованием К. Е. Ворошилова.
В годы Первой мировой войны Северо-Донецкая железная дорога использовалась в том числе для переброски российских войск на фронт.
Во время Великой Отечественной войны в июле 1942 у станции Родаково в районе 61 км железной дороги «Дебальцево — Луганск» немецкими пикирующими бомбардировщиками был уничтожен бронепоезд «За Родину!».
В январе 1989 года численность населения составляла 7552 человека.
В 1996 году Родаково потерял статус ПГТ, так как, согласно статье 133 Конституции Украины, административно-территориальное устройство страны не предусматривает данный тип населенных пунктов.
В 2007 году проходящая через посёлок железная дорога была электрифицирована.
На 1 января 2013 года численность населения составляла 6252 человека.
В 2014 году, после того как Родаково стал контролироваться ЛНР, населённому пункту вернули статус ПГТ.

## Социальная сфера
- линейная амбулатория на станции Родаково
- стадион «Локомотив»
- дом культуры железнодорожников
- гимназия (средняя школа)
- храм в честь священномученика Владимира (Богоявленского)
- две библиотеки
- ЖД вокзал
- предприятие бытового обслуживания «Мрия»
- торговый дом «Престиж VS», супермаркет бытовой техники «Берёзка»
- супермаркет «Славяночка» (не работает с конца 2013 года)

## Транспорт
В Родаково находится крупный железнодорожный узел Луганского отделения Донецкой железной дороги.

## Храм Священномученика Владимира (Богоявленского)
Храм в поселке Родаково был создан по желанию людей православного вероисповедания во время настоятельства прот. Владимира Кирьякова в 1995 году. Приходской храм был открыт в помещении здания бывшего магазина (общество «Металлист»). В 2002 году настоятелем храма был назначен иерей Георгий Николаевич Цьолка. В 2003 году приходу передано здание бывшей котельной для переоборудования в храм.
В 2006 году настоятелем храма был назначен прот. Николай Михайлович Губкович. С 1 апреля 2007 года богослужения проводятся в новом здании, в котором до сих пор ведутся работы по благоустройству. Здание бывшего магазина переоборудовано в воскресную школу (трапезную).
Храм относится к Луганской и Алчевской епархии Украинской Православной Церкви.

## Известные уроженцы Родаково
- Ляшко, Александр Павлович — советский и украинский политический деятель, 15 лет возглавлявший украинское правительство
- Сергеев, Дмитрий Алексеевич — член Союза писателей и Союза журналистов России